# R. Soeprapto
R. Soeprapto (* 12. August 1924 in Surakarta, Zentral-Java; † 26. September 2009 in Jakarta) war ein indonesischer Politiker und achter Gouverneur von Jakarta.
Soeprapto wurde im August 1924 in Surakarta, Zentral-Java geboren. Im Jahr 1945 trat er dem Militär bei. Von 1982 bis 1987 bekleidete er das Amt des Gouverneurs von Jakarta.